# Nikolai Alexandrowitsch Kolomenkin-Panin
Nikolai Alexandrowitsch Panin-Kolomenkin (russisch Николай Александрович Панин-Коломенкин; * 27. Dezember 1871jul. / 8. Januar 1872greg. in Chrenowoje, Gouvernement Woronesch, Russisches Kaiserreich; † 19. Januar 1956 in Leningrad, Sowjetunion) war ein russischer Eiskunstläufer. Er war der einzige russische Olympiasieger des Zarenreichs.

## Karriere
Trotz seiner eher schwachen Konstitution war er bereits als Kind sportbegeistert und interessierte sich für Rudern, Radsport, Leichtathletik und Gymnastik. Als Mathematikstudent an der Universität von St. Petersburg nahm er im Jahr 1897 erstmals an einem Eiskunstlaufwettkampf teil, allerdings noch ohne Erfolg. Zu dieser Zeit wählte er das Pseudonym „Panin“, mutmaßlich von einem Freund, der es benötigte, um unerkannt von seinem Vater an Rennen teilzunehmen. Trainiert wurde Panin von Alexei Lebedew, der oft als Großvater des russischen Eiskunstlaufssports bezeichnet wird und von Alexander Panschin, dem ersten russischen Meister im Eiskunstlauf.
Der Schwierigkeit, dass Haltungsprobleme in Kurven oft zu Stürzen führten, begegnete Panin, indem er den freien Fuß mit Handtüchern umwickelte, durch deren zusätzliches Gewicht er besser die Balance halten konnte.

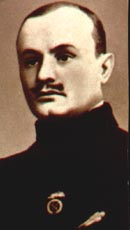
Panin bei den Olympischen Spielen 1908

Panin bestritt zwei Europameisterschaften. 1904 in Davos gewann er die Bronzemedaille und 1908 in Warschau die Silbermedaille. Bei seiner einzigen Eiskunstlauf-Weltmeisterschaftsteilnahme wurde Panin 1903 im heimischen Sankt Petersburg Vizeweltmeister hinter Ulrich Salchow.
Bei den Olympischen Sommerspielen 1908 in London, den ersten Olympischen Spielen mit Eiskunstlauf im Programm, gab es zwei Wettbewerbe im Eiskunstlauf der Herren, den normalen Einzellauf und, einzigartig in der olympischen Geschichte, den Spezialfigurenwettbewerb. Panin gewann seine Domäne, den Spezialfigurenwettbewerb deutlich vor den Briten Arthur Cumming und George Hall-Say. Es war die erste Goldmedaille für Russland bei Olympischen Spielen.
Auch im normalen Einzelwettbewerb nahm Panin teil. Es kam zu einer Kontroversen, um die sich verschiedene Geschichten ranken. Laut Panin wurde er während der Pflicht von Salchow persönlich verbal attackiert, was zu einem erfolglosen Protest des russischen Verbandes führte. Zu einem zweiten erfolglosen Protest kam es, als zwei von fünf Punktrichtern Panin in der Pflicht auf den ersten Platz setzten, drei (laut Panin zwei Schweden und ein persönlicher Freund Salchows aus Österreich) jedoch nicht. Der Russe fühlte sich ungerecht behandelt, trat aus Protest nicht mehr zur Kür an und überließ dem amtierenden Weltmeister Ulrich Salchow kampflos den Sieg.
Bereits während seiner Wettkampfkarriere betätigte sich Panin auch als Eiskunstlauflehrer und trainierte sogar seine Konkurrenten. Ferner schrieb er einige biografische Bücher und Fachbücher (das erste Buch erschien 1910). Bei nationalen Wettkämpfen wirkte er auch als Preisrichter.
Panin nahm außerdem an den Olympischen Spielen 1912 in Stockholm im Schießen teil. Er wurde Achter im Einzel und mit der russischen Mannschaft Vierter im Pistolenwettbewerb über 50 Meter.

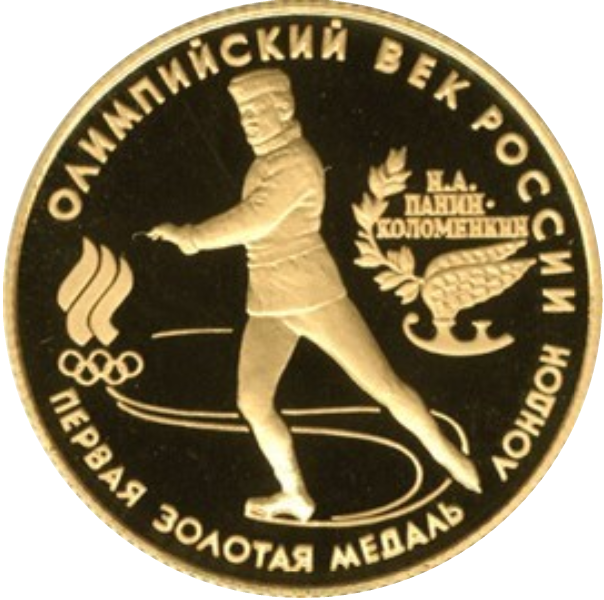
Gedenkmünze zu Ehren Panins und der ersten russischen Goldmedaille bei Olympischen Spielen im Eiskunstlauf

## Ergebnisse

### Einzellauf

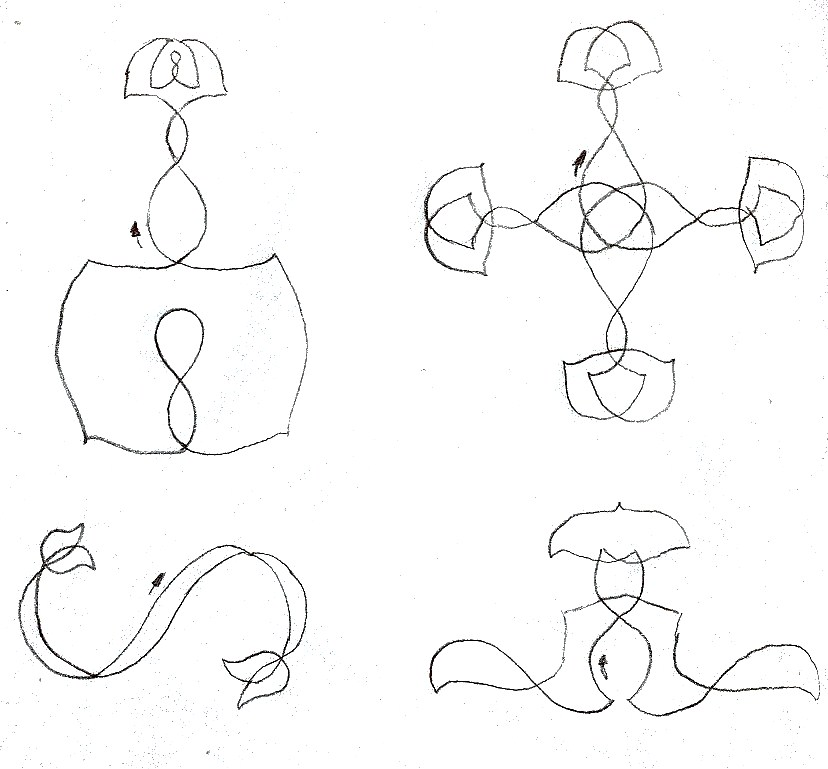
Illustration der Spezialfiguren Panins

| Wettbewerb/Jahr           | 1901 | 1902 | 1903 | 1904 | 1905 | 1906 | 1907 | 1908 |
| ------------------------- | ---- | ---- | ---- | ---- | ---- | ---- | ---- | ---- |
| Olympische Spiele         |      |      |      |      |      |      |      | Z    |
| Weltmeisterschaften       |      |      | 2.   |      |      |      |      |      |
| Europameisterschaften     |      |      |      | 3.   |      |      |      | 2.   |
| Russische Meisterschaften | 1.   | 1.   | 1.   | 1.   | 1.   |      | 1.   |      |

- Z = Zurückgezogen

### Spezialfiguren
| Wettbewerb/Jahr   | 1908 |
| ----------------- | ---- |
| Olympische Spiele | 1.   |